# Il pomeriggio di un fauno (balletto)
Il pomeriggio di un fauno (in francese, L'Après-midi d'un faune) è un balletto in un atto su musica di Claude Debussy e coreografia di Vaclav Nižinskij, che ne fu anche protagonista, realizzato dalla compagnia dei Ballets Russes. Fu eseguito per la prima volta a Parigi il 29 maggio 1912; la scenografia originale e i costumi erano di Léon Bakst. La partitura e il balletto sono entrambi ispirati dalla famosa omonima poesia di Stéphane Mallarmé.

## Storia del balletto

### La coreografia

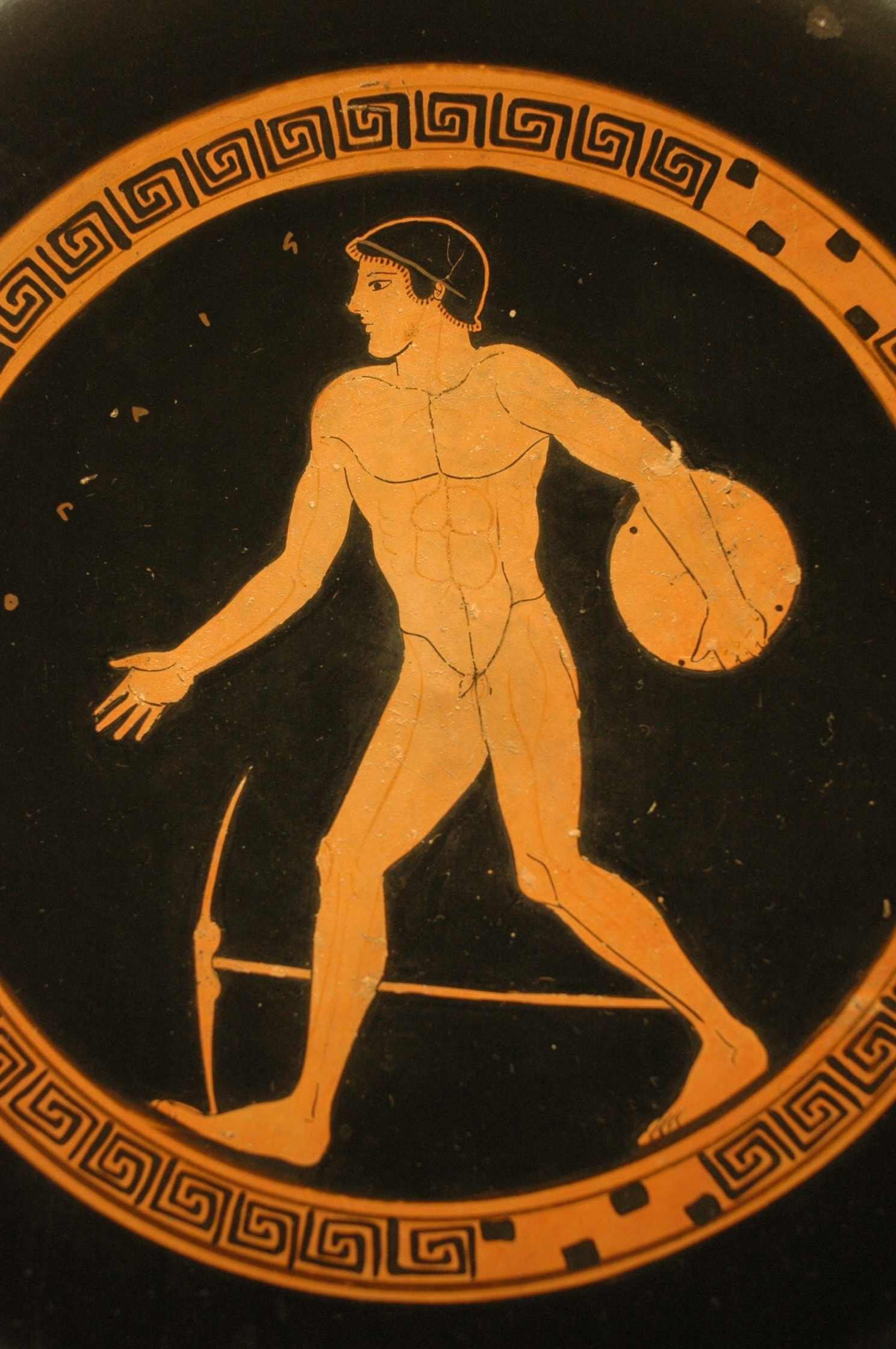
I ballerini danzavano come rappresentato in questo vaso

Lo stile del balletto, nel quale un giovane fauno incontra diverse ninfe, amoreggia con loro e infine le rincorre, è deliberatamente arcaico; infatti fu probabilmente Léon Bakst, amante dell'arte classica, a suggerire l'idea al ballerino Vaclav Nižinskij. Nel 1910 il pittore si recò al museo del Louvre con Nižinskij per visitare la sezione riguardante l'arte ellenica e vi trovarono come fonte d'ispirazione un vaso a fondo nero: la gestualità dell'opera e i profili vennero ricreati poi nel balletto.
 Il ballerino a sua volta propose subito a Djagilev l'idea di una coreografia su motivi della Grecia antica; l'impresario accettò la proposta immediatamente anche perché voleva fare di Nižinskij il nuovo coreografo dei suoi Balletti russi. La scelta della musica cadde sul Prélude à l'après-midi d'un faune di Debussy. 
Nijinsky dunque iniziò a creare la sua prima coreografia sperimentando, laddove possibile, i nuovi elementi del balletto con la sorella Bronislava e il giovane ballerino Aleksandr Gavrilov: la gestualità e le movenze sono quelle tipiche delle figure arcaiche, rappresentate appunto sul vaso di argilla rossa.
I passi e le movenze pretese da Nižinskij però erano del tutto estranee al repertorio dei ballerini, che si trovarono in grande difficoltà nel realizzare ciò che il coreografo richiedeva: la ninfa principale, Ida Rubinštejn, rinunciò subito alla prima sessione di lavoro.
Per rispecchiare al meglio il concetto espresso dai vasi greci, i ballerini danzavano con la testa e le gambe di profilo rispetto alla sala, mentre rimanevano rivolte verso questo solamente il corpo e le braccia. A complicare i passi poi entrò in gioco anche la musica, con cui Nižinskij instaurò un rapporto complicato, non avendo in realtà alcuna nozione musicale: la melodia di Claude Debussy serviva solamente da paesaggio sonoro alla scena, mentre i movimenti dei ballerini diventavano violenti e discontinui. Solamente dopo numerose ripetizioni, le ninfe riuscirono a danzare in modo fluido, senza intoppi: il coreografo, all'opposto, che interpretava il ruolo principale del fauno, si limitò a una danza con i piedi ben ancorati al suolo, senza salti o piroette.
Debussy non fu interpellato per la realizzazione coreografica del suo lavoro, infatti ne venne a conoscenza solo in un secondo tempo dimostrandosi piuttosto inquieto alla notizia.In seguito il compositore non ebbe nemmeno parte per la realizzazione; non fece obiezioni, ma non volle nemmeno assistere alla prove. Il 28 maggio, quando finalmente presenziò alla prova generale, Debussy rimase piuttosto sconcertato tanto da dire in un'intervista: "ho visto le ninfe e il fauno muoversi per il palcoscenico come marionette o addirittura come pupazzetti di cartone, sempre dando il profilo al pubblico, con gesti duri e angolosi stilizzati in modo arcaico e grottesco... i personaggi si atteggiano come le figure dipinte sui vasi greci o etruschi, senza grazia, senza flessuosità, come se quei loro gesti schematici fossero regolati soltanto dalla geometria".
La rottura con la danza classica, con il tecnicismo a cui i ballerini russi erano abituati, alla leggerezza dei passi, appare molto forte, tanto che Djagilev durante le prove iniziò a dubitare della riuscita e del successo dell'opera.

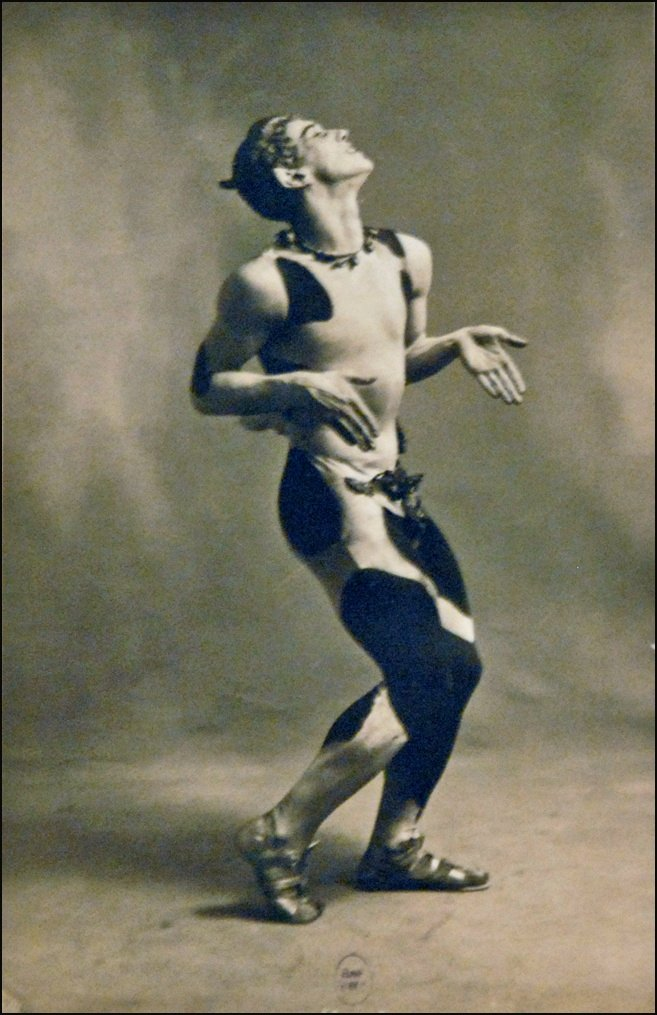
Nižinskij ne L'Après-midi d'un faune

### Lo scandalo
Il pubblico rimase sconcertato dalla novità di una danza molto differente rispetto a quella a cui era abituato; stupì anche il costume di Nižinskij, molto aderente, e le braccia nude del ballerino dipinte a chiazze come il costume stesso, ma fu specialmente la mimica finale dell'atto sessuale nella coreografia che causò lo scandalo dopo la prima rappresentazione. Nel giornale Le Figaro, l'editore Gaston Calmette scrisse: "Abbiamo avuto un fauno, incontinente, con dei pessimi movimenti di una bestialità erotica e di una mimica pesantemente sfrontata." Riguardo alla coreografia di Nižinskij il critico Robert Brussel scrisse che fu una rappresentazione troppo espressiva "di un corpo di un animale mal costruito, orrendo in faccia e ancora più orribile di profilo"; il suo giornale iniziò così una campagna contro il balletto. Djagilev e il direttore del teatro, il principe Volkonskij, subirono l'accusa di aver volutamente cospirato contro la pubblica morale.
In replica, lo scultore Auguste Rodin pubblicò un articolo in difesa della coreografia e in una lettera indirizzata al Le Figaro, il pittore Odilon Redon espresse il desiderio che il suo amico Stéphane Mallarmé dovesse ad ogni costo vedere "questa magnifica evocazione del suo pensiero". In realtà Nižinskij non ebbe colpe per le provocazioni della coreografia; l'idea di mimare un atto sessuale con la sciarpa della ninfa fu interamente di Djagilev, così come fu sempre l'impresario a volere il costume estremamente attillato del fauno, una calzamaglia che lasciava scoperto in gran parte il corpo del ballerino.

### Altre versioni e la ricostruzione
Inizialmente il balletto, grazie agli articoli negativi pubblicati su Le Figaro, ebbe un'accoglienza discordante del pubblico, scandalizzato, e della critica; tuttavia, dopo la prima parigina, il balletto di Nižinskij rimase in repertorio per molto tempo prima di essere accantonato, ed ebbe successivamente grande fortuna. Per molto tempo rimase pressoché invariato, mantenendo anche il caratteristico costume del fauno.
È stato poi più volte coreografato in nuove edizioni, negli anni successivi; Serge Lifar, dopo una prima realizzazione nel 1935, lo riprese nel 1953 come esibizione solistica. Da ricordare la coreografia di Jerome Robbins del 14 maggio 1953 al New York City Center con Francisco Moncion e Tanaquil Le Clercq come interpreti; in questa versione il balletto è un lungo passo a due ambientato in uno studio di danza moderno con specchi. Robbins ha eliminato ogni legame con il mondo greco e con l'originale connotazione di sensualità trasferendolo in una dimensione di classicità accademica.
Verso la fine degli anni ottanta la studiosa della danza Ann Hutchinson Guest ricostruì il balletto a partire da quaderni degli appunti appartenuti a Nižinskij, che le permisero di ricostruirne i passi, e dalle fotografie dei ballerini scattate dal barone Adolf de Meyer poco dopo la prima rappresentazione. Questa versione ricostruita è spesso rappresentata insieme con gli altri lavori di Nižinskij o allestita nell'ambito del repertorio dei Ballets Russes.

## Musica
Debussy scrisse la musica tra il 1891 e il 1894 su richiesta di Mallarmé. Non si tratta di una composizione a sé stante, ma piuttosto di un "commento musicale, infinitamente libero e sottile, ad una grande poesia della quale Debussy comprendeva tanto più profondamente che il suo tema è quello della sensualità che comanda tutte le forme della natura, questa sensualità che si manifestava in Debussy attraverso le azioni della sua vita come attraverso i suoi gesti di creatore". Il brano doveva inizialmente far parte di un trittico (Prélude, Interlude et Paraphrase finale sur l'Après-midi d'un faune) che doveva introdurre e commentare la trasposizione teatrale del poema.
Musicare una poesia come quella di Mallarmé voleva dire inoltre mantenere una coerenza nella concatenazioni delle diverse improvvisazioni, che si svolgono intorno al tema centrale. La trascrizione musicale della poesia di Mallarmé esigeva questa elasticità formale, come anche l'impiego di un linguaggio adatto a trasportare le sfumature dalla poesia alla musica. Debussy non fu interpellato per la realizzazione coreografica del suo lavoro, infatti ne venne a conoscenza solo in un secondo tempo dimostrandosi piuttosto inquieto alla notizia.
Questa composizione di Debussy è un'opera di un potere puramente sonoro, come aveva ben capito Mallarmé, che scrisse al compositore che "la sua musica non presentava dissonanze con il [suo] testo, ma andava più lontano, veramente, nella nostalgia e la luce, con finezza, con malinconia, con ricchezza".

## Soggetto
Un fauno, in un torrido pomeriggio estivo, disteso al sole sopra una collinetta, suona il flauto di Pan. Carico di desiderio sessuale, preso da un guizzo, inizia a danzare. Sette ninfe, che vanno a fare il bagno, in quel momento passano davanti al fauno; questo, incuriosito, fissa le passanti non avendo mai visto prima di allora quelle creature.
Il fauno vorrebbe giocare con loro e le insegue, ma queste spaventate fuggono: solamente una si sofferma per un istante. Il giovane, metà uomo e metà animale, tende il braccio verso la ninfa che però, appena i due vengono a contatto, scappa, fugge via, lasciando cadere la sua sciarpa.
Il giovane allora raccoglie ciò che la ninfa ha fatto cadere, lo accarezza, lo bacia, lo alza al cielo come trasportato da un'estasi e vi si adagia sopra, come se fosse la ninfa, per possederla in un ultimo slancio erotico.